# Le Mari
Le Mari est une nouvelle d’Anton Tchekhov.

## Historique
Le Mari est initialement publiée dans la revue russe Les Éclats, numéro 32, du 9 août 1886, et signée Antocha Tchékhonté. Aussi traduit en français sous le titre L’Époux.

## Résumé
Le régiment de cavalerie vient passer la nuit dans la petite ville. C’est un événement local : les commerçants, les administrations, tout le monde s’affaire.
Rien n’égale cependant l’excitation qui règne dans la gente féminin. En quelques instants, ces dames savent tout : tel officier est marié, tel autre est amoureux d’une comtesse. Elles imposent à leurs maris d’organiser sur le champ une fête dansante.
À cette soirée, les maris sont relégués au fond de la salle pendant que leurs femmes et filles dansent avec les officiers. Kyrill Chalikov, fonctionnaire moyen et porté sur l’alcool, regarde sa femme danser. Il est agacé par l’expression de béatitude du visage d’Anna qui enchaine danse sur danse. Il traverse la salle et lui demande de rentrer immédiatement avec lui. Il est satisfait de voir la honte et la souffrance qu’elle éprouve à ce moment, les arrangements qu’elle essaie d’obtenir en gardant un sourire pour ne pas perdre la face. Vaincue, elle suit son mari. Elle éprouve une telle haine à son égard. Que pourrait-elle faire pour le blesser? Rien. Il ne pense qu’à aller boire. Rien ne le touche.

## Édition française
- Le Mari, traduit par Madeleine Durand et Édouard Parayre, révision de Lily Dennis, Bibliothèque de la Pléiade, éditions Gallimard, 1967  (ISBN 978 2 07 0105 49 6).